# 高志活
高志活（丹麥語：Jens Galschiøt；1954年6月4日—），丹麥雕塑家及人權活動家，居於哥本哈根，其成名作為國殤之柱。他長期關注中國大陸人權及香港人權，曾發起橙色運動並多次到香港參與人權活動。高志活已婚並育有兩子，其子亦有支援其人權運動參與。

## 橙色運動

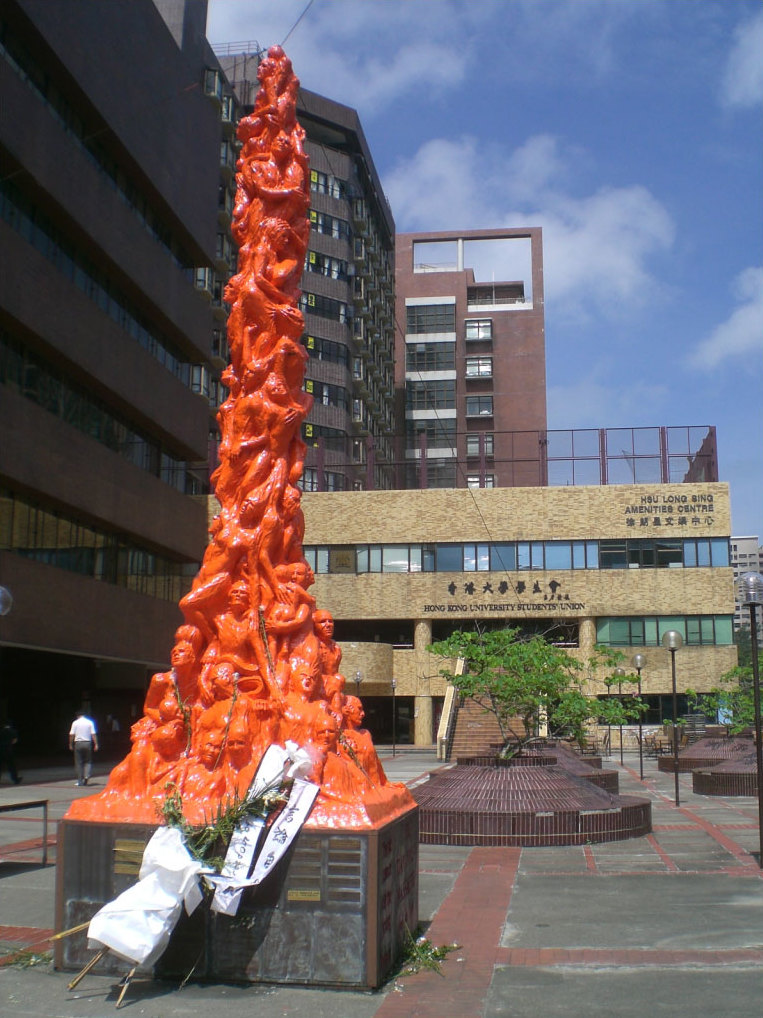
橙色運動象徵物之一的國殤之柱

“橙色運動”是一個以藝術創作為包裝的政治運動潮流，發起人之一是高志活，他解就橙色的選擇，可以是美國在古巴關塔那摩灣拘留營囚犯制服的顏色，也是西藏僧尼的外衣服的橙色。高志活推動橙色運動，當然是向後者致敬，比美歷史上的各場顏色革命，祝願民主、自由開花結果。
橙色運動意念起源自丹麥，高志活打算引入香港，以國殤之柱改漆上橙色為Icon標記，及聲援由支聯會發起，在2008年夏季奧林匹克運動會香港區火炬接力當日橙衣迎京奧的大型示威。在香港官方主張紅衣日當天，穿帶橙色，以示另類政治取向。橙色運動是向權威說不的一種反叛態度。

## 訪港被拒事件
2008年4月30日，香港市民支援愛國民主運動聯合會邀請了高志活到香港，於奧運倒數一百天，聯同香港大學學生會和支聯會成員在香港大學黃克競樓平台將「國殤之柱」翻新和髹成橙色，表達關注中國大陸的人權，但被入境處拒絕入境，即時原機遣返。非建制媒體常將其個案與另一著名人權分子美亞·花露相提並論，他們訪問香港的遭遇類似。
2009年5月30日，高志活再赴香港，但遭以「不符合入境理由」為由被拒入境，同行的兩個兒子及攝影師則獲准入境。他的兩個兒子帶領翌日的紀念六四事件20週年大遊行。

## 作品

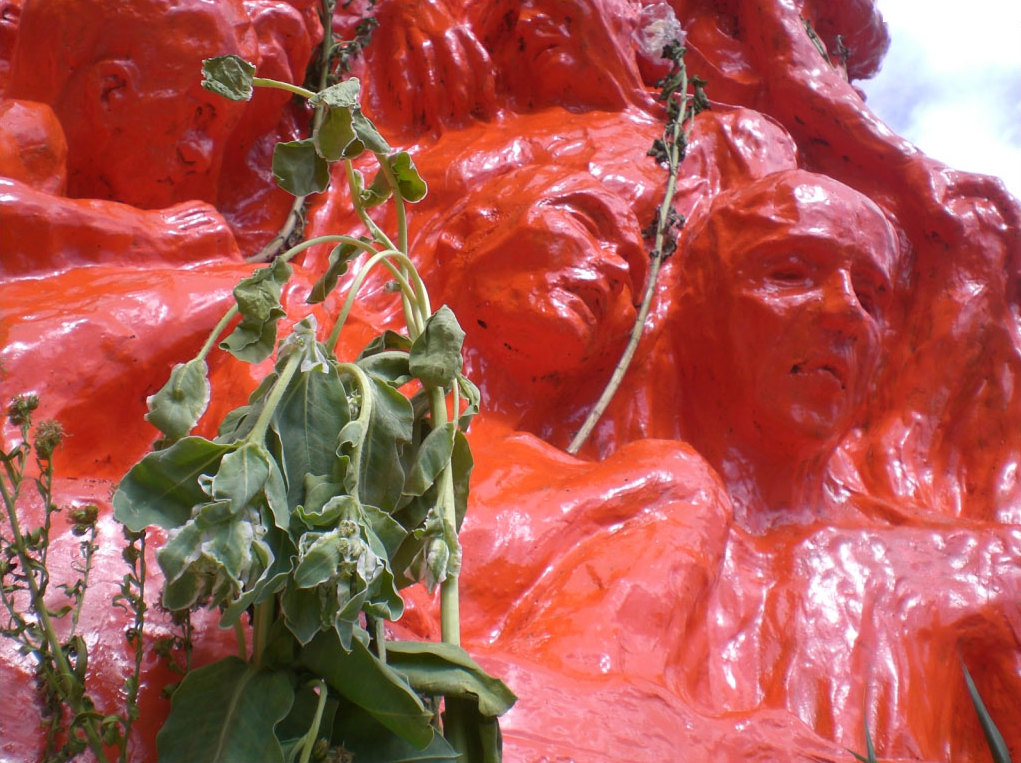
高志活的作品「國殤之柱」
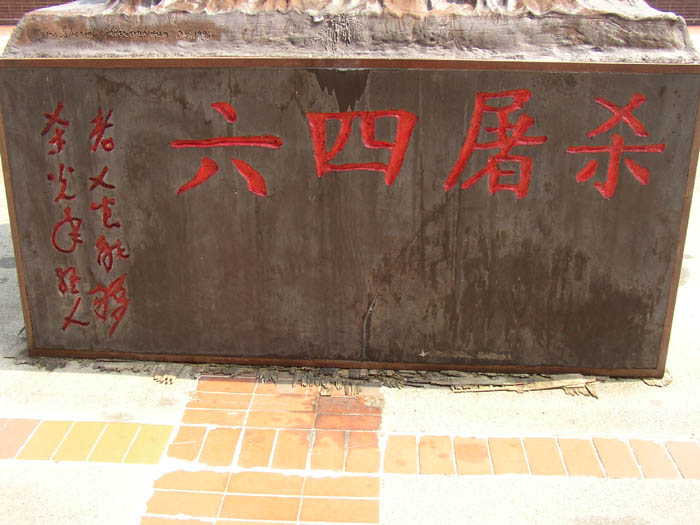
「國殤之柱」的底部，上書「六四屠殺」、「老人豈能夠殺光年輕人」

## 外部參考
1. ↑  . 明報. 2008-04-27  [2023-04-30]. （原始内容存档于2009-04-30）.
2. ↑  . 明報. 2009-05-30  [2023-04-30]. （原始内容存档于2009-06-12）.